# José Jiménez Lozano
José Jiménez Lozano   (Langa, 13 de maig de 1930 - Valladolid, 9 de març de 2020) va ser un poeta, narrador i assagista espanyol. Va rebre el Premi Cervantes el 2002.

## Biografia
Nascut a Langa, Àvila, va passar la seua infància a Arévalo. La seua vida professional l'ha desenvolupat a Valladolid i a la seua residència des de fa més de cinquanta anys a Alcazarén.
Es va llicenciar en Dret per la Universitat de Valladolid, en Filosofia i Lletres per la de Salamanca i en Periodisme per l'Escola Oficial de Periodisme de Madrid el 1962.
En El Norte de Castilla de Valladolid va ser primer col·laborador des de 1958, redactor (1962-1978), sotsdirector (1978-1979) i finalment director, des de 1992 fins a la seua jubilació en 1995.
Va compatibilitzar la seua carrera periodística amb la literatura: és autor de novel·les, assajos, poesia i diaris. Col·laborador habitual de diaris com ABC o La Razón, era patró de l'Institut Cervantes, de la Residencia de Estudiantes i de les fundacions de la Llengua Espanyola i de la dels Ducs de Sòria.

## Obra

### Assaig
- Nosotros los judíos (1959)
- Un cristiano en rebeldía (1963)
- Meditación sobre la libertad religiosa (1966)
- La ronquera de Fray Luis de León y otras inquisiciones (1973)
- Retratos y soledades (1977)
- Los cementerios civiles y la heterodoxia española (1979)
- Monasterios de Valladolid (1980)
- Sobre judíos, moriscos y conversos (1982)
- Guía espiritual de Castilla (1984)
- Juan XXIII (1985)
- Ávila (1988)
- Los ojos del icono (1988)
- La Lugareja (1991)
- Pecado, poder y sociedad en la historia (1992)
- Ni venta ni alquilaje (1992)
- Castilla y León inolvidable (1994)
- Fray Luis de León (2001)
- El narrador y sus historias (2003)
- Contra el olvido (2003)
- Obstinación del almendro y de la melancolía (2012)

### Novel·la
- Historia de un otoño (1971)
- El Sambenito (1972)
- La salamandra (1973)
- Duelo en la Casa Grande (1982)
- Parábolas y circunloquios de Rabí Isaac Ben Yehuda, 1325-1402 (1985)
- Sara de Ur (1989)
- Estampas y memorias (1990)
- El mudejarillo (1992)
- Relación topográfica (1993)
- La boda de Ángela (1993)
- Teorema de Pitágoras (1995)
- Las sandalias de plata (1996)
- Los compañeros (1997)
- Ronda de noche (1998)
- Las señoras (1999)
- Maestro Huidobro (1999)
- Un hombre en la raya (2000)
- Los lobeznos (2000)
- El viaje de Jonás (2002)
- Carta de Tesa (2004)
- Las gallinas del licenciado (2005)
- Libro de visitantes (2007)
- Agua de noria (2008)

### Relats
- El santo de mayo (1976)
- El grano de maíz rojo (1988).
- Los grandes relatos (1992)
- Objetos perdidos (1993)
- El cogedor de acianos (1993)
- Un dedo en los labios (1996)
- El balneario (1998)
- Antología de cuentos (2004)
- El ajuar de mamá (2006)

### Diaris
- Los tres cuadernos rojos (1985)
- Segundo abecedario (1992)
- Unas cuantas confidencias (1993)
- La luz de una candela (1996)
- Una estancia holandesa (1998)
- Los cuadernos de letra pequeña, Ed. Pre-Textos, (2003)
- Advenimientos, Ed. Pre-Textos, (2006)
- Los cuadernos de Rembrandt, Ed. Pre-Textos, (2010)

### Poesia
- Tantas devastaciones (1992)
- Un fulgor tan breve (1995)
- El tiempo de Eurídice (1996)
- Pájaros (2000)
- Elegías menores, Ed. Pre-Textos, (2002)
- Elogios y celebraciones, Ed. Pre-Textos, (2005)
- Enorme luna (2005)
- La estación que gusta al cuco, Ed. Pre-Textos, (2010)
- El precio. Antología poética (Renacimiento, Sevilla 2013), edició d'Enrique García-Máiquez.

## Premis
- Premi de la Crítica de narrativa castellana 1988 per El grano de maíz rojo.
- Premio Castilla y León de las Letras 1988.
- Premi Nacional de les Lletres Espanyoles 1992.
- Premio Luca de Tena de Periodismo 1994 per El eterno retablo de las maravillas.
- Medalla d'Or al Mèrit en les Belles Arts 1998
- Premio Nacional de Periodismo Miguel Delibes 2000 per Sobre el español y sus asuntos
- Premi Cervantes 2002.